# Sergio Nahabetián
Sergio Carlos Nahabetian (Avellaneda, Buenos Aires) es un político argentino que se desempeñó entre 2005 y 2009 como Diputado Provincial en Buenos Aires.

## Carrera política
Fue elegido Concejal del partido de Avellaneda en el año 1989, y más tarde fue designado Secretario de Gobierno del mismo partido durante el periodo que comprende el año 1993 al 1996.
En el año 2002 junto con Ricardo López Murphy crean el partido Recrear para el Crecimiento, este llevó al economista como candidato a Presidente de la Nación en las elecciones presidenciales de 2003 sacando el 16,37% de los votos.
Más adelante para las elecciones legislativas del año 2005 el Partido Recrear llevó a Sergio Nahabetian como candidato a Diputado provincial por la Tercera Sección Electoral. Obtuvo la banca y asumió en diciembre del mismo año.
En el año 2007 fue designado candidato a gobernador del partido Recrear, lanzó fuertes críticas a los candidatos Scioli y De Narváez ya que no cumplían con las condiciones necesarias para ser gobernadores. Finalmente obtuvo el 0,93% de los votos no siendo electo gobernador de la provincia.
Al finalizar su mandato en 2009 asume como Director Ejecutivo del Área de discapacidad en la Defensoría del Pueblo de la Provincia de Buenos Aires.
En el año 2013 fue candidato a legislador del Partido Federal en CABA. Hizo una fuerte campaña por el corte de boleta obteniendo como resultado el 0,15% de los votos, de esta forma no accedió al cargo en disputa.
En el año 2019 fue 5.º candidato a diputado nacional en la lista de Consenso Federal CABA sin ser electo para el cargo.